# 埃伦·埃斯蒂斯
埃伦·埃斯蒂斯（英語：Ellen Estes，1978年10月13日—），美国女子水球运动员。她曾代表美国国家队参加2000年和2004年夏季奥林匹克运动会水球比赛，获得一枚银牌和一枚铜牌。